# وست دیلند (فلوریدا)
وست دیلند (به انگلیسی: West DeLand) یک منطقهٔ مسکونی در ایالات متحده آمریکا است که در شهرستان ولوسیا، فلوریدا واقع شده‌است. وست دیلند ۶٫۱ کیلومتر مربع مساحت و ۳٬۵۳۵ نفر جمعیت دارد و ۱۵ متر بالاتر از سطح دریا واقع شده‌است.